# Sympycnus longicornis
Sympycnus longicornis är en tvåvingeart som beskrevs av Octave Parent 1933. Sympycnus longicornis ingår i släktet Sympycnus och familjen styltflugor. Inga underarter finns listade i Catalogue of Life.